# Biblioteca (estación)
La estación sencilla sin intercambio Biblioteca es una de las estaciones del sistema de transporte masivo de Bogotá llamado TransMilenio inaugurado en 2000.

## Ubicación
La estación se encuentra ubicada en el sector Sur de la ciudad, frente al Parque El Tunal y en diagonal a la Biblioteca El Tunal, lugar por el cual recibe su nombre. Específicamente la estación está ubicada en la Avenida Ciudad de Villavicencio con Calle 51 Sur.
Atiende la demanda del Parque El Tunal y su biblioteca, así como del barrio San Carlos y alrededores.

## Origen del nombre
La estación recibe su nombre por la Biblioteca El Tunal que se encuentra en las cercanías de la misma.

## Historia
El 16 de febrero de 2002, unos días después de la inauguración del Portal Norte, fue inaugurado el ramal del tunal en la Avenida Ciudad de Villavicencio, incluyendo esta estación.

## Servicios de la estación

### Servicios troncales
| Tipo                                | Rutas al Norte | Rutas al Sur |
| ----------------------------------- | -------------- | ------------ |
| Ruta fácil                          | 3              | 3            |
| Expresos lunes a sábado todo el día | B13            | H13          |

### Esquema
| ← Norte      |         |
| Calle 51 Sur | 3B13    |
|              | Vagón 1 |
| Canal        |         |
| Vagón 1      |         |
| Calle 51 Sur | 3H13    |
| Sur →        |         |

### Servicios urbanos
Así mismo funcionan las siguientes rutas urbanas del SITP en los costados externos a la estación, circulando por los carriles de tráfico mixto sobre la Av. Carrera 19 C, con posibilidad de trasbordo usando la tarjeta TuLlave:
| Código | Sector                | Dirección                     | Rutas                                                                      |
| ------ | --------------------- | ----------------------------- | -------------------------------------------------------------------------- |
| 077A11 | H Estación Biblioteca | Av. Villavicencio - CL 51 Sur | A618A620C116F408F733H622H726K322K700K715 624 661 806 C101 E44 SE14 T25 T26 |
| 076A11 | H Estación Biblioteca | Av. Villavicencio - CL 51 Sur | 6-18H322H408H622H700H726 E44 SE14 T25 T26                                  |
| 076B11 | H Estación Biblioteca | Av. Villavicencio - CL 51 Sur | G530H116H618H708H715H733 271 577 624 661 806 C101                          |

## Ubicación geográfica
| Noroeste: G Alquería | Norte: Tunjuelito | Nordeste: G General Santander |
| Oeste: H Parque      |                   | Este: H Santa Lucía           |
| Suroeste: Tunjuelito | Sur: Tunjuelito   | Sureste: H Consuelo H Socorro |